# Brabanter
Pour les articles homonymes, voir Brabançonne (poule).

La brabanter ou brabançonne hollandaise est une race de poule domestique originaire des pays flamands. Une variété naine existe depuis 1934.

## Description
C'est une volaille légère, de taille et position moyenne, au port un peu relevé, à la huppe en forme de casque, avec une barbe et des favoris.

## Histoire

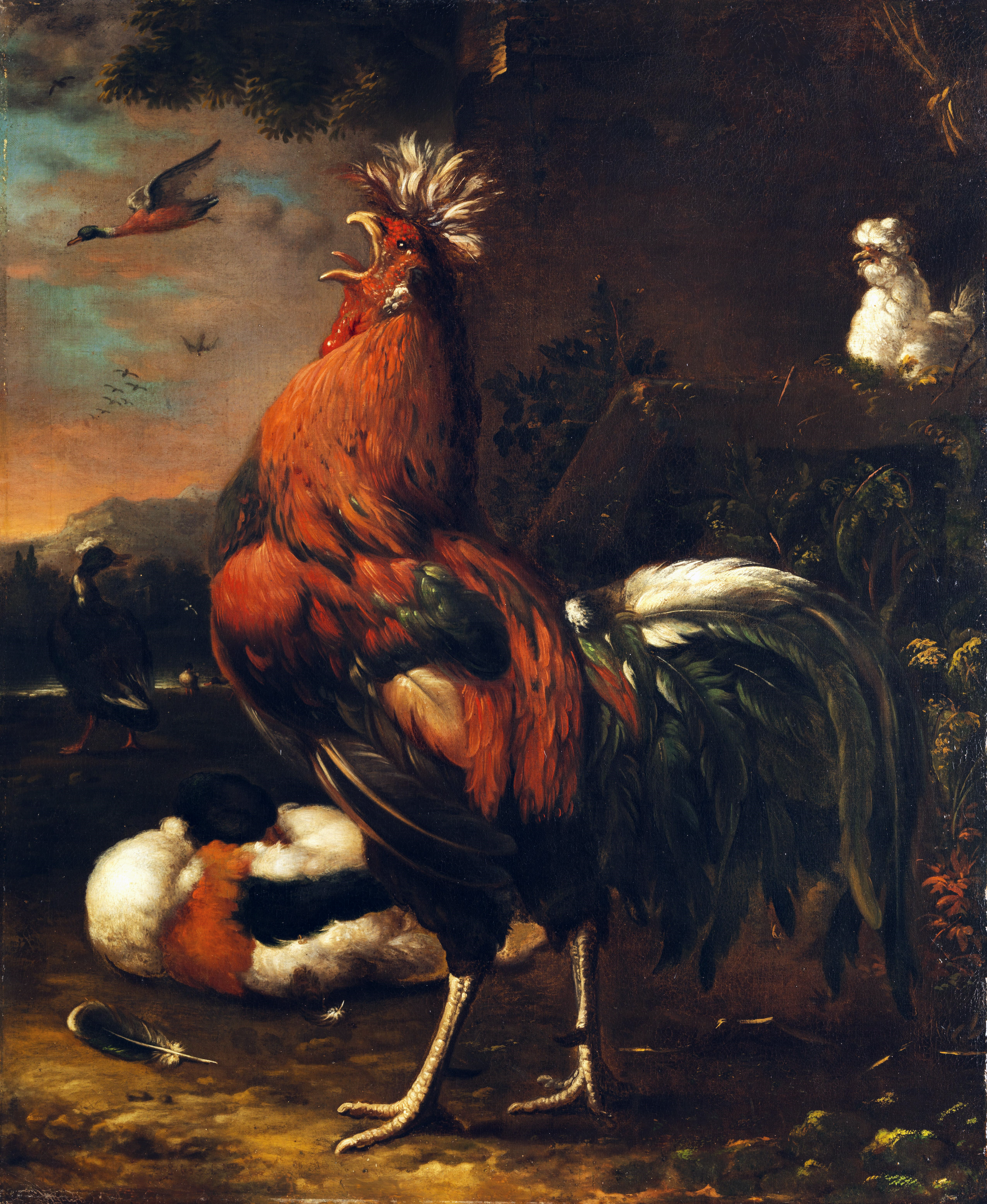
Représentation d'un coq type brabançon hollandais (sans barbe) au XVIIe siècle (Jan van Oolen).

Cette race d'ornement est une vieille race néerlandaise, issue des ancêtres de la padoue. Elle ne doit pas être confondue avec la brabançonne belge. C'est une race devenue aujourd'hui extrêmement rare. Pratiquement éteinte dans les années 1920, elle a été reconstituée grâce à des sujets originaires d'Allemagne et à des apports de barbu hollandais. C'est une race reconnue par le British Poultry Standard.

## Standard officiel
- Masse idéale : Coq : 1,9 à 2,5 kg ; Poule : 1,5 à 2 kg[3]
- Crête : a cornes rudimentaire
- Oreillons : blancs, cachés par les favoris
- Couleur des yeux : miel
- Couleur de la peau : blanche
- Couleur des tarses : bleutés
- Variétés de plumage : dorée à liseré noir, dorée à liseré bleu, argentée à liseré noir, chamois à liseré blanc, noire, blanche, bleu andalou, gris perle, coucou
- Œufs à couver : min. 55 g, coquille blanche
- Diamètre des bagues : Coq : 18 mm ; Poule : 16 mm

## Sources
- Le Standard officiel des volailles (Poules, oies, dindons, canards et pintades), édité par la Société centrale d'aviculture de France.